# Adults
Adults es una serie de televisión de comedia estadounidense creada por Ben Kronengold y Rebecca Shaw. Con un reparto coral formado por Lucy Freyer, Malik Elassal, Owen Thiele, Amita Rao y Jack Innanen, la serie gira en torno a un grupo de amigos veinteañeros que experimentan la edad adulta en Queens, Nueva York. La serie se estrenó a través de FX el 28 de mayo de 2025.

## Reparto
- Malik Elassal como Samir
- Lucy Freyer como Billie
- Jack Innanen como Paul Baker
- Amita Rao como Issa
- Owen Thiele como Anton

## Producción

### Desarrollo
El 11 de enero de 2024, una comedia titulada Snowflakes recibió una orden de piloto. El piloto fue escrito por Ben Kronengold y Rebecca Shaw, y dirigido por Jonathan Krisel. Nick Kroll, Karey Dornetto y Alicia Van Couvering fueron anunciados como productores ejecutivos junto con Kronengold, Shaw y Krisel. El 29 de julio de 2024, FX ordenó la producción de la serie. El 3 de marzo de 2025, se anunció que el título de la serie había cambiado a Adults.

### Selección de reparto
El 16 de abril de 2024, Lucy Freyer, Malik Elassal, Owen Thiele, Amita Rao y Jack Innanen fueron elegidos para el reparto principal de la serie. El 8 de abril de 2025, Julia Fox, Charlie Cox, Ray Nicholson, D'Arcy Carden, Grace Kuhlenschmidt y John Reynolds fueron anunciados como invitados.

## Episodios
| N.º | Título                    | Dirigido por     | Escrito por                      | Fecha de emisión original | Audiencia (millones) |
| --- | ------------------------- | ---------------- | -------------------------------- | ------------------------- | -------------------- |
| 1   | «Pilot»                   | Jonathan Krisel  | Ben Kronengold y Rebecca Shaw    | 28 de mayo de 2025        | 0.242                |
| 2   | «Spit Roast»              | Anu Valia        | Ben Kronengold y Rebecca Shaw    | 28 de mayo de 2025        | —                    |
| 3   | «Have You Seen This Man?» | Anu Valia        | Ben Kronengold y Rebecca Shaw    | 4 de junio de 2025        | —                    |
| 4   | «House Rules»             | Anu Valia        | Sarah Naftalis                   | 4 de junio de 2025        | —                    |
| 5   | «Theracide»               | Jason Woliner    | Curtis Cook y Allie Levitan      | 11 de junio de 2025       | —                    |
| 6   | «Roast Chicken»           | Jason Woliner    | Sanaz Toossi                     | 11 de junio de 2025       | 0.091                |
| 7   | «Annabelle»               | Stefani Robinson | Stefani Robinson y Shaun Menchel | 18 de junio de 2025       | —                    |
| 8   | «The Mail»                | Nick Kroll       | Ben Kronengold y Rebecca Shaw    | 18 de junio de 2025       | —                    |

## Emisión
La serie se estrenó a través de FX el 28 de mayo de 2025, y los ocho episodios de la temporada fueron lanzados en Hulu el 29 de mayo.

## Recepción
En el sitio web del agregador de reseñas Rotten Tomatoes la serie tiene un índice de aprobación del 72%, basándose en 29 reseñas. En Metacritic, tiene una puntuación media ponderada de 65 de 100, basada en 19 reseñas, indicando reseñas «generalmente favorables».